# Der Prinz der West End Avenue
Der Prinz der West End Avenue ist ein Roman von Alan Isler. Er erschien erstmals in englischer Auflage 1994 bei Bridge Works Publishing (New York) sowie bei Jonathan Cape (London).
Hauptfigur und Ich-Erzähler des Buchs ist Otto Korner, der seinen Lebensabend in dem jüdischen Altenheim Emma Lazarus auf der Upper West Side Manhattans verbringt. Das Buch setzt sich aus fragmentarischen Rückblicken aus Korners Jugend und einem kontinuierlichen Handlungsstrang im Emma Lazarus zusammen.
Das Buch wird mit einem Zitat aus Hamlet eingeleitet:
Die besten Schauspieler in der Welt,
sei es für Tragödie, Komödie, Historie, Pastorale,
Tragiko-Historie,
Tragiko-Komiko-Historiko-Pastorale,
Einheit des Ortes oder unbegrenzt.
Hamlet II/2

## Handlung
Otto Korner ist jüdischer Emigrant deutschen Ursprungs. Es hat ihn gegen Ende seines Lebens ins Emma Lazarus verschlagen. Dort probt er mit seinen rüstigen und streitlustigen Mitbewohnern für eine Hamlet-Aufführung. Anfangs soll er in der Rolle des Geistes auftreten, dann als Totengräber. Zuletzt kommt es durch eine Reihe von Ereignissen dazu, dass er sich sowohl in der Rolle des Hamlet wiederfindet, als auch die Regie übernimmt. Parallel dazu unternimmt der Leser mit dem Ich-Erzähler Korner immer wieder Reisen in dessen Vergangenheit nach Deutschland und der Schweiz der Jahre 1914–1939. Dort erfährt er viel über die unruhigen Jugendjahre des schriftstellerisch begabten Otto Korner. Ein zentrales Thema ist dabei die unglückliche Liebe zur bildhübschen Magda Damrosch in die sich Korner auf einer Zugfahrt nach Zürich Hals über Kopf verliebt. Zudem lernt Korner einige Dadaisten der ersten Stunde kennen (u. a. Emmy Hennings, Hugo Ball, Tristan Tzara, Hans Arp) und erlebt den Ursprung des Wortes Dada. Zudem schildert Korner sehr eindringlich die Zerreißprobe, die das Aufkommen des Nationalsozialismus in seiner deutschlandtreuen Familie hervorruft.

## Form der Erzählung
Bei Der Prinz der West End Avenue handelt es sich letztendlich um das Manuskript des fiktiven Ich-Erzählers Otto Korner. Korner äußert darin auch Zweifel an dem gesamten Unterfangen und wem das Manuskript nach seinem Ableben zukommen soll. Dieses surreale Element macht es dem Autor leicht, immer wieder in die Vergangenheit Korners abzuschweifen. Dies geschieht oft in einem den Leser ins Vertrauen ziehenden Tonfall.

## Ausgabe
(Auswahl)
- Alan Isler: Der Prinz der West End Avenue. (aus dem Amerikanischen von Karin Kersten), Berlin Verlag 1996
- Alan Isler: Der Prinz der West End Avenue. München Deutscher Taschenbuch Verlag 2000